# Roberto Sebastián Brum
Roberto Sebastián Brum Gutiérrez (Montevideo, 5 luglio 1983) è un ex calciatore uruguaiano, di ruolo centrocampista.

## Caratteristiche tecniche
È un centrocampista centrale.

## Palmarès
- Campionato uruguaiano: 1

Nacional: 2008-2009
- Primera B Nacional: 1

Olimpo: 2009-2010